# Francisco Fernandes Eiras
Francisco Fernandes Eiras (Rio de Janeiro, 29 de agosto de 1871 – 6 de dezembro de 1962) foi um médico brasileiro.
Foi eleito membro da Academia Nacional de Medicina em 1915, ocupando a Cadeira 69, que tem Alberto Ribeiro de Oliveira Mota como patrono.